# Gante-Wevelgem 1956
La Gante-Wevelgem 1956 fue la 18.ª edición de la carrera ciclista Gante-Wevelgem y se disputó el 25 de marzo de 1956 sobre una distancia de 228 km.  
El belga Rik Van Looy (Faema) ganó en la prueba al imponerse en solitario a la línea de llegada. Sus compatriotas Richard Van Genechten y Désiré Keteleer fueron segundo y tercero respectivamente. 

## Clasificación final
| Posición | Ciclista              | Equipo                    | Tiempo    |
| -------- | --------------------- | ------------------------- | --------- |
| 1        | Rik Van Looy          | Faema                     | 6h 21'00" |
| 2        | Richard Van Genechten | Elvé-Peugeot              | a 7"      |
| 3        | Désiré Keteleer       | Van Hauwaert-Faema-Guerra | a 30"     |
| 4        | Marcel Janssens       | Eldorado-Elve             | m.t.      |
| 5        | Karel De Baere        | Mercier-Hutchinson-BP     | a 1'10"   |
| 6        | Stan Ockers           | Elvé-Peugeot              | m.t.      |
| 7        | Rik Van Steenbergen   | Elvé-Peugeot              | m.t.      |
| 8        | Raymond Impanis       | Elvé-Peugeot              | m.t.      |
| 9        | Ernest Sterckx        | Elvé-Peugeot              | m.t.      |
| 10       | Alfons Van Den Brande | Libertas                  | m.t.      |